# Igreja do Santo Condestável

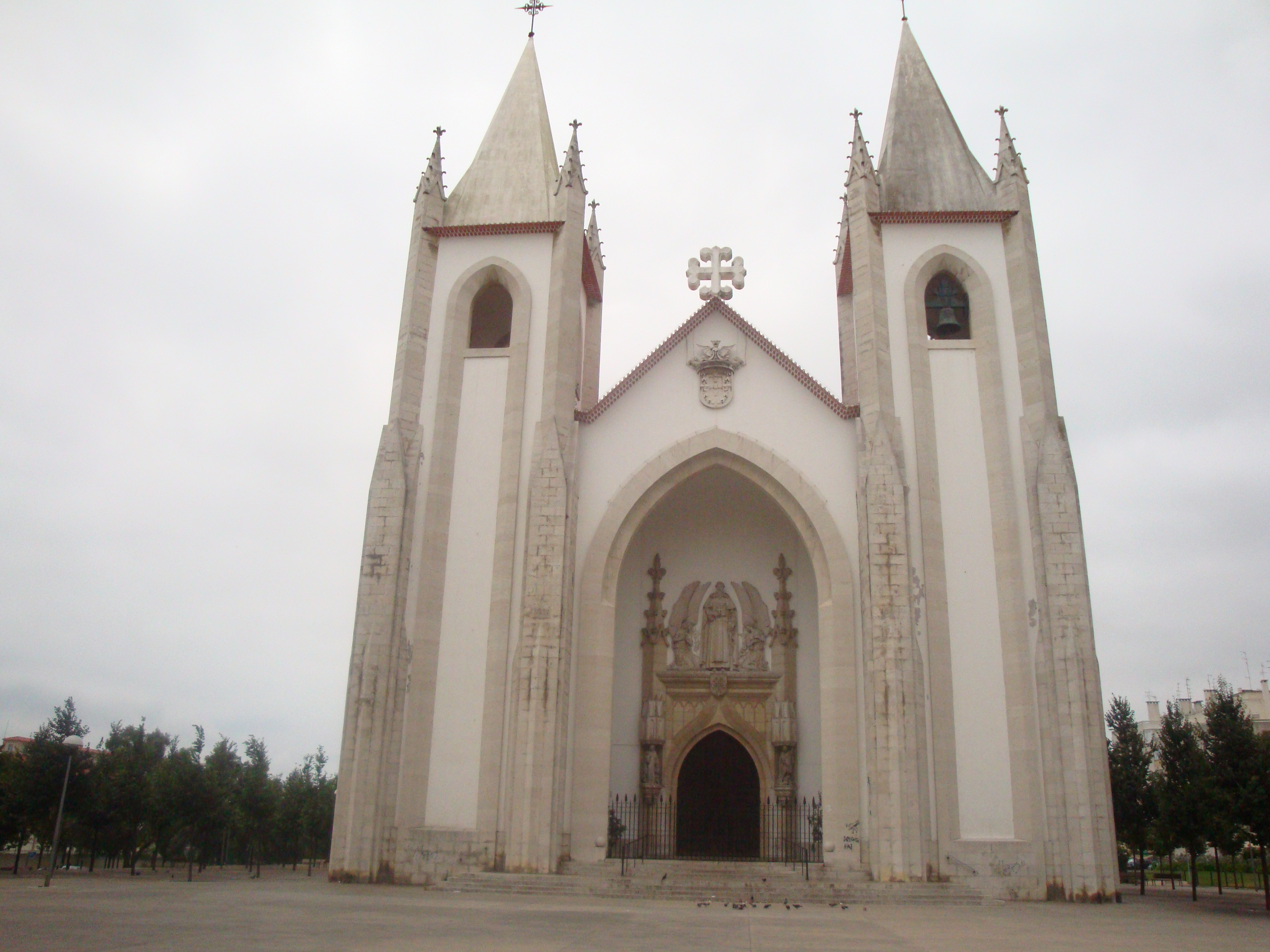
Igreja do Santo Condestável

Die Igreja do Santo Condestável ist eine römisch-katholische Pfarrkirche in der Stadtgemeinde Campo de Ourique der portugiesischen Hauptstadt Lissabon. Sie wurde ab 1946 nach Plänen des Architekten Vasco Regaleira im neugotischen Stil errichtet und am 14. August 1951 geweiht.
Geweiht ist sie dem Konstabler Dom Nuno Álvares Pereira (1360–1431).